# Музей "Камертон"
Камертон- інтерактивний музей музичних інструментів в с. Ішків Козівського району Тернопільської області.

### Історія
Музей був заснований в 2013 році музиконтом Петро Католою

### Експонати
В музеї зберігаються музичні інструменти понад 90 країн світу, таких, як Африка, Австралія, Японія, Америка, Індія, Китай, В'єтнам, Непал, Туреччина та ін. На сьогодні у музеї більше 200 експонатів. Наприклад: клавесин, арфа, тампура, роялі, бразильський берембао, німецький бандонеон, калімба, єгипетська афра, вірменський дудук і навіть тибетська співаюча чаша. Музей має дві зали в одній зібрані духові, струнні та ударні інструменти в іншій – клавішні інструменти.